# Blechnum articulatum
Blechnum articulatum  es una especie de helecho de la familia Blechnaceae. Es originaria de Australia.

## Descripción
Es un helecho con rizoma, a veces formando un tronco erecto corto. Las frondas dimórficas, de 12-50 (-165) cm de largo, 4-25 (-80) cm de ancho. Estípite de 4-82 cm de largo, de color marrón rojizo. Láminas ovadas, pinnadas, con 5-20 pares de pinnas; raquis  marrón rojizo; pinnas estériles estrechamente lanceoladas, estrechándose hacia ambos extremos, 2.5-36 cm de largo, 10-25 mm de ancho, acechado en la base de la lámina , llegando a ser sésiles hacia el ápice, tallo articulado en raquis, márgenes enteros, aserrados en crenados a los ápices; pinnas basales similares o ligeramente más cortas; las pinnas fértiles lineares, 6-27 cm de largo, 1.5-6 mm de ancho.

## Distribución y hábitat
Endémica de las cadenas montañosas del noreste de Queensland, donde crece a lo largo de las riberas húmedas en la selva.

## Taxonomía
Blechnum articulatum fue descrita por (F.Muell.) S.B.Andrews  y publicado en Austrobaileya 1: 11. 1977.
Sinonimia
- Plagiogyria articulata (F.Muell.) Ching
- Lomaria articulata F.Muell. basónimo
- Lomaria euphlebia Kunze in Bailey, F.M. 1892
- Plagiogyria euphlebia (Kunze) Mett.[3][4]